# Discospirella
Discospirella es un género de foraminífero bentónico Rumanoloculina es un género de foraminífero bentónico considerado un sinónimo posterior de Usbekistania de la subfamilia Usbekistaniinae, de la familia Ammodiscidae, de la superfamilia Ammodiscoidea, del suborden Ammodiscina y del orden Astrorhizida. Su especie-tipo era Discospirella obscura. Su rango cronoestratigráfico abarcaba el Albiense medio (Cretácico inferior).

## Discusión
Clasificaciones previas incluían Discospirella en el suborden Textulariina del orden Textulariida.

## Clasificación
Discospirella incluye a las siguientes especies:
- Discospirella obscura †
- Discospirella plana †